# Lugnet, Uppsala kommun
Lugnet är en småort i Danmarks distrikt (Danmarks socken) i Uppsala kommun, vid gränsen till Knivsta kommun. Orten ligger cirka 10 km söder om Uppsala centrum. I kommunens stadsdelsindelning ingår den i stadsdelen Nåntuna som räknas till Sydöstra staden.

## Historia
Det som i dag kallas Lugnet tog form i samband med att markägaren Emmanuel Nodén sålde ut sin mark till dåvarande Vaksala landskommun på 1940-talet. Kommunen anlade därefter en bilväg i Lugnet och styckade av marken till sommarstugetomter. De första fritidshusen byggdes på 1940-talet. På 1970-talet började sommarstugorna omvandlas till permanentboenden. År 2007 fanns det cirka 50 permanentboenden i Lugnet.

## Personer från orten
Björn Borgs mor tillbringade som barn sina somrar på denna småort. Den svenska mästaren i diskus Anton Karlsson-Vittinger bodde i Lugnet, därav vägen som är uppkallad efter honom (Vittingers väg). Joel Ramqvist som var en mycket duktig kanotist bodde även han i Lugnet. Han fick också en väg uppkallad efter sig (Joels väg).